# Macarena Olona

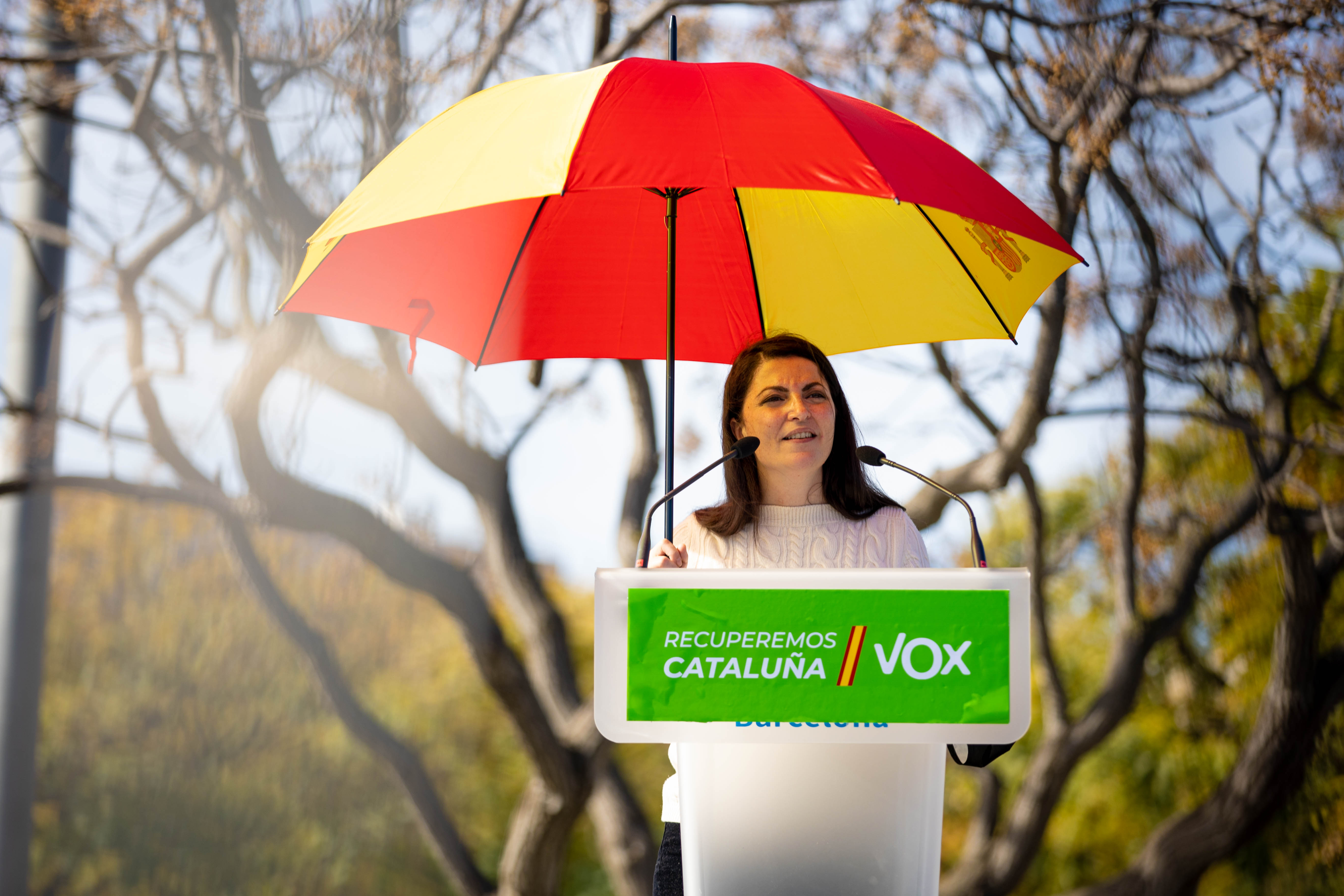
Macarena Olona durant un discours

Macarena Olona Choclán, née le 14 mai 1979, est une femme politique espagnole membre du parti politique d'extrême droite Vox.

## Biographie

### Carrière professionnelle
Macarena Olona obtient sa licence de droit avec mention extraordinaire à l'université d'Alicante en 2003 et elle intègre le Corps supérieur des avocats de l'État en 2009.
Entre 2013 et 2018, elle est avocate de l'État au Pays basque. Elle est spécialisée dans la lutte contre la corruption. Elle est démise de ses fonctions par le gouvernement de Mariano Rajoy qui voit d'un mauvais œil sa lutte contre la corruption. Elle est mutée au secrétariat général de Mercasa en août 2017, et l'année suivante elle dévoile l'affaire Mercasa dans laquelle sont impliqués le PP et le PSOE (encaissement de commissions illégales et fausse facturation).

### Carrière politique
Lors des élections générales anticipées du 28 avril 2019, elle est élue députée au Congrès des députés pour la XIIIe législature  dans la circonscription de Grenade. Elle est réélue lors des élections générales anticipées du 10 novembre 2019 pour la XIVe législature.
Elle est connue pour ses critiques virulentes à l'égard du gouvernement de Pedro Sánchez, l'accusant de « génocide » pour sa gestion de la pandémie de Covid-19 ou de vouloir imposer en Espagne le « modèle chaviste » vénézuélien. Elle est favorable à l'instauration d'un gouvernement de « salut national » engageant l’armée. Elle est opposée aux lois sur les LGBT ou la violence de genre.
Elle est exclue de Vox en 2022 après un conflit avec Santiago Abascal, le chef du parti. Elle dénonce ensuite l'absence de démocratie interne au sein de Vox et affirme être victime de menaces.

#### Fondation de Caminando Juntos

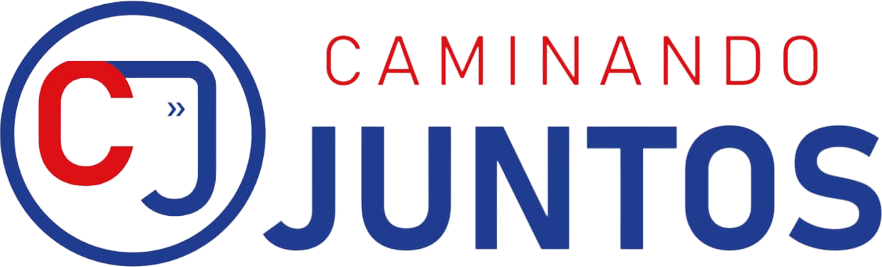
Logo

Macarena Olona annonce, le 31 mai 2023 avoir enregistré le parti Caminando Juntos (en français : « Cheminer/Faire route ensemble ») dans la perspective des élections législatives anticipées du 23 juillet 2023. Ce nom fait référence aux chemins de Compostelle, qu'elle a empruntés après sa rupture avec Vox et Santiago Abascal. Dans un entretien à la RTVE deux jours plus tard, elle se dit favorable à un référendum pour définir si l'Espagne reste une monarchie ou devient une république, propose d'augmenter les indemnités de licenciement, et appelle à une campagne sérieuse, refusant notamment d'utiliser les victimes du terrorisme basque dans le débat électoral.

### Origines familiales
Petite-fille de l'homme d'affaires Felipe Choclán, elle est l'une des députés les plus riches du Congrès.